# Der Schein-Heilige
Der Schein-Heilige (Originaltitel: Leap of Faith) ist eine US-amerikanische Filmkomödie aus dem Jahr 1992. Die Regie führte Richard Pearce, das Drehbuch schrieb Janus Cercone. Die Hauptrollen spielten Steve Martin und Debra Winger.

## Handlung
Jonas Nightengale ist der Anführer und Star einer wandernden Truppe, die Shows organisiert, während derer Geistheilungen vorgetäuscht werden und Geld gesammelt wird. Eines Tages wird ihr Bus von einem Verkehrspolizisten angehalten. Nightengale bekommt per Funk Tipps von seiner Mitarbeiterin Jane Larson, die ihm helfen, umfangreiche Kenntnisse aus dem Leben des Polizisten vorzutäuschen. Anstelle eines Strafzettels bekommt Nightengale eine Geldspende.
Die Truppe erreicht die Kleinstadt Rustwater in Kansas, wo Shows organisiert werden. Dort wartet man seit langem auf Regen. Der Sheriff Will Braverman ist misstrauisch. Er spricht während der ersten Show einige Mitbürger namentlich an und fragt sie, warum sie Geld spenden, obwohl sie arbeitslos und überschuldet seien.
Braverman flirtet mit Larson. Als er dem Wunderheiler offen Betrug vorwirft, erzählt ihm die wütende Larson über Nightengales Kindheit. Dessen Mutter ließ ihn als kleines Kind bei einem Supermarktbesuch dort zurück, um ihn loszuwerden.
Eines Tages wird Boyd, der gehbehinderte Bruder der Kellnerin Marva, geheilt. Boyd will mit der Truppe durch die USA ziehen. Nightengale stimmt dem zum Schein zu, bittet aber Marva, sie solle ihren Bruder vertrösten. Er verlässt seine Truppe und fährt per Anhalter nach Florida. Als er über eine Landstraße fährt, beginnt es zu regnen und er erkennt, dass es Wunder gibt.

## Kritiken
Roger Ebert kritisierte in der Chicago Sun-Times vom 18. Dezember 1992 das Ende des Films. Er lobte die Darstellungen von Steve Martin, Debra Winger, Lolita Davidovich und Liam Neeson.
Hal Hinson lobte in der Washington Post vom 18. Dezember 1992 die Darstellungen von Steve Martin und Debra Winger, vor allem in der ersten Filmhälfte.
Die Deutsche Film- und Medienbewertung FBW in Wiesbaden verlieh dem Film das Prädikat wertvoll.